# سينما الصين
سينما الصين تم عرض أول فيلم سينمائي في الصين سنة 1896، وسجل أول فيلم في الصين يوم 11 أغسطس 1896 في شنغهاي، ويعتبر فيلم «معركة دينغ جون شان» المقتبس من مقطوعة غنائية «لأوبرا بكين» أول فيلم صيني، وتم إنتاجه في نوفمبر 1905 وبذلك تكون هذه السنة تاريخ ميلاد السينما الصينية.
أما إنتاج الأفلام لم تكون من إناج محلي صيني بل كان من شركة أجنبية، إذ أن صناعة السينما المحلية لم تبدأ بشكل جدي حتى سنة 1916 مركزة في مدينة سنغهاي التي تعتبر أكبر مدينة مزدهرة آنذك.
وفي فترة العشرينات من القرن الماضي، دربت مجموعة من الفنيين السينمائين من الولايات المتحدة الأمريكية صينيين في مدينة شنغهاي، وقد استمر التأثير الأمريكي على السينما الصينية لمدة عقدين من الزمن. ويمكن أن نعتبر فترة الثلاثينيات الانطلاقة الحقيقة للسينما الصينية حيث بدأ التيار التقدمي أو اليساري بإنتاج الأفلام السينمائية مثل: «تشنغ بوغا» سنة 1933 وفيلم «صن يو» الطريق الكبير سنة 1935، فيلم «وو يونغانغ» سنة 1934. وكانت هذه الفترة تتميز بصراع بين الشوعيبن والقومين حول السلطة وأكبر الاستوديوهات، إذ يمكن ملاحظة هذا في الأفلام التي تم إنتاجها خلال هاته الفترة.
وتعتبر فترة الثلاثينات فترة ذهبية في السينما الصينية، حيث ظهرت عدة مواهب في الإخراج معظمهم من اليساريين، وسادت فيها ثلاث شركات في بداية ومنتصف حقبة الثلاثينات وهي: شركة «ليانهوا» الأحدث شكلا وشركة «مينغشينع» الأكبر والأقدم، وشركة إخوة شو تياني. وشهدت الصين في هذه الفترة إنتاج أول أضخم فيلم سينمائي مثل فيه نجوم كبار منهم: «هو داي»، «روان لينغيو»، «زو شوان» و«جين يان». أما الأفلام الرئيسة الأخرى التي أنتجت خلال هذه الفترة، فيلم المرأة الجديدة سنة 1934 وفيلم أغنية الصيادين، فيلم التقطاعات سنة 1937 وفيلم شوارع الملائكة سنة 1937.
أنهى الغزو الياباني للصين خاصة استعمارها لمدينة شنغهاي هذا العصر الذهبي، مما أدى إلى إفلاس مجموعة من شركات الإنتاج باستثناء شركة «شينغهوا»، وأدى إلى رحيل الكثير من صناع الأفلام من شنغهاي إلى هونع كونغ وإلى مناطق تسيطرعليها الشيوعية. ومع ذلك فصناعة السينما في شنغهاي رغم الأزمة التي مرت بها لم تتوقف بشكل نهائي، وسميت هذه الفترة بـ«الجزيرة المعزولة» (كذلك تسمى «الجزيرة الوحيدة» أو «الجزيرة المنعزلة»)
وخلال هذه الفترة، كان على الفنانين والمخرجين – من بقوا في شنغهاي – أن يختاروا البقاء على قوميتهم واشتراكيتهم وبين أن يبقوا مراقبين من طرف اليابانين. وفيلم «مولان ينخرط في الجيش» من إخراج «بو وانكانغ» الذي يحكي عن قصة شاب صيني ينخرك في الجيش من أجل محاربة الغزو الأجنبي، يعتبر خير مثال على استمرارية إنتاج أفلام شنغهاي في خضم الحرب. وبعد إعلان الحرب على الحلفاء الغربيين في 7 دجنبر 1941، انتهت هذه الفترة، مع بداية رحيل ما تبقى من الاحتلال الياباني للجزيرة، ومع نهاية الحرب العالمية الثانية، سوف تنفصل أكبر شركة إنتاج يابانية Manchukuo Film Association عن السينما الصينية والتي أحدثت جدلا كبيرا في تاريخ السينما الصينية.

## أفلام الرسوم المتحركة الصينية

### أوائل الخمسينات
أنتج وان لايمينغ مُخرج الأفلام الصيني المكافح أول فيلم رسوم متحركة صيني قصير مُستوحى من نجاح الرسوم المتحركة من ديزني في عشرينات القرن العشرين، وذلك ما افتتح تاريخ الرسوم المتحركة الصينية (تشين يوان يوان 175).
قرر الأخوان وان في عام 1937 إنتاج برينسس آيرون فان (بالإنجليزية: Princess Iron Fan) (بالصينية: 铁扇公主)، وهو أول فيلم رسوم متحرك صيني والرابع بعد الأفلام الروائية الأمريكية بياض الثلج ورحلات غوليفر ومغامرة بينوكيو. في هذا الوقت، ارتفعت مرتبة الرسوم المتحركة الصينية كشكل فني إلى الصدارة على المسرح العالمي. أُنهي في عام 1941، وأُصدر الفيلم برعاية تشاينا يونايتد بيكتشرز وأثار استجابة كبيرة في آسيا. قال رسام الرسوم المتحركة الياباني شيغيرو تيزوكا ذات مرة أنه تخلى عن شرب الدواء بعد مشاهدة الرسوم المتحركة وقرر متابعة الرسوم المتحركة.

### من 1950 إلى 1980
خلال هذا العصر الذهبي، طورت الرسوم المتحركة الصينية مجموعة متنوعة من الأنماط، بما في ذلك الرسوم المتحركة بالحبر والرسوم المتحركة بالظل والرسوم المتحركة بالدمى وما إلى ذلك. بعض الأعمال الأكثر شهرة: أبرور إن هيفن (بالإنجليزية:Uproar in Heaven) (بالصينية: 大闹天宫) ونيزهاس ريبيليون إن ذا سي (بالإنجليزية:Nezha's Rebellion in the Sea) وهيفنلي بوك (بالإنجليزية:Heavenly Book) و(الصينية: 天书奇谈)، والتي حازت أيضًا على الثناء وحصلت على العديد من الجوائز العالمية.

### من 1980 إلى 1990
بعد فترة إصلاح دنغ شياو بينغ و«انفتاح» الصين، أُصدرت بعض الأفلام مثل كالاباش براذرز (بالإنجليزية: Calabash Brothers) (بالصينية: 黑猫警长) وبلاك كات شيريف (بالإنجليزية:Black Cat Sheriff) (بالصينية: 阿凡提) وأفلام رسوم متحركة أخرى مثيرة للإعجاب. ومع ذلك، في هذا الوقت، كانت لا تزال الصين تفضل أعمال الرسوم المتحركة اليابانية الفريدة والأعمال الأمريكية والأوروبية على الأعمال المحلية الأقل تقدمًا.

### من 1990 إلى 2000
في التسعينات، حلت طرق الإنتاج الرقمي محل طرق الرسم اليدوي؛ ومع ذلك، حتى مع استخدام التكنولوجيا المتقدمة، لم تُعتبر أي من الأعمال المتحركة مميزة. حاولت أفلام الرسوم المتحركة تلبية رغبات جميع الفئات العمرية، مثل لوتوس لانترن (Lotus Lantern) وستورم ريزلوشن (Storm Resolution)، لكن لم تجذب هذه الأعمال الكثير من الاهتمام. الأعمال المتحركة الوحيدة التي بدت أنها حققت شعبية هي تلك التي تُقدم للأطفال، مثل بليزينت غوت (Pleasant Goat) وولفي (Wolfy).

### من 2010 إلى الحاضر
خلال هذه الفترة، تحسن المستوى الفني لإنتاج الرسوم المتحركة المحلية الصينية بشكل شامل، وأصبحت أفلام الرسوم المتحركة ثلاثية الأبعاد محبوبة من قبل الشعب الصيني. ومع ذلك، مع استيراد المزيد والمزيد من الأفلام الأجنبية (مثل الأفلام اليابانية والأوروبية والأمريكية) إلى الصين، تجاهل الصينيون أعمال الرسوم المتحركة المحلية في ظل عرض هذه الأفلام الأجنبية المتحركة.